# Mola (mascotte)
Pour les articles homonymes, voir Mola.

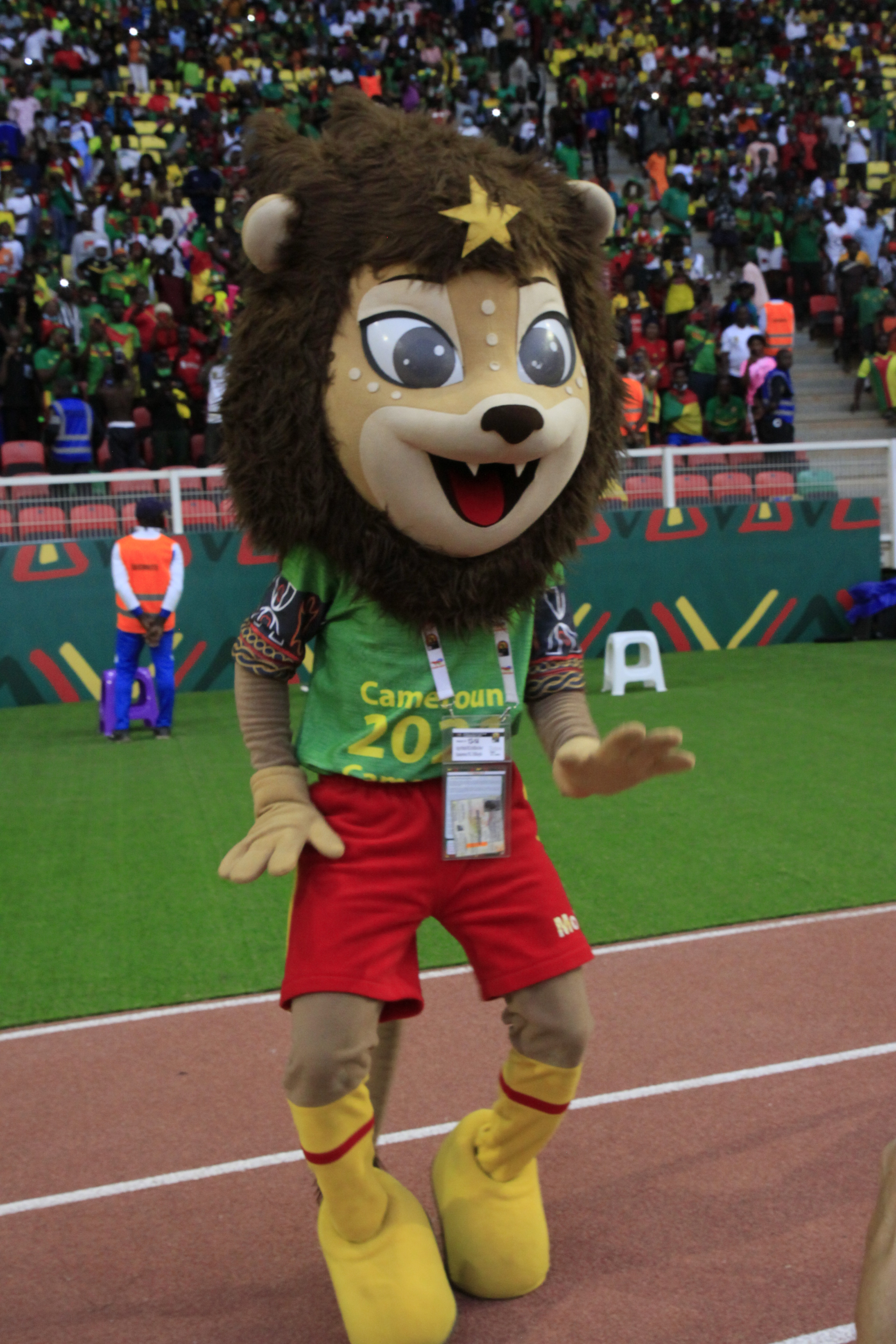
Mola.

Mola (en douala : Ami) est la mascotte officielle de la CAN 2021 qui se déroule au Cameroun en janvier et février 2022.

## Histoire
La mascotte officielle de la CAN 2021 est dévoilée le 9 décembre 2021, elle représente un lion portant les couleurs vert, rouge et jaune en référence aux couleurs du Cameroun. 
La mascotte effectue une tournée dans quelques villes du Cameroun et est de retour à Yaoundé le 22 décembre 2021,. Après avoir entamé sa tournée à Douala le 13 décembre, le reste de la tournée se fait à l'intérieur du pays et sous protection des forces armées à Limbé et à Bamenda du fait de la crise anglophone.

## Description
Mola est vêtu d’un maillot vert, d’un short rouge et de bas jaunes, comme les couleurs du drapeau du Cameroun. Les manches du maillot sont confectionnés  avec l'étoffe traditionnelle de la région du Nord-Ouest; le Toghu, dont on retrouve le motif dessiné sur le ballon officiel de la compétition.
Mola porte le dossard 237 qui correspond à l’indicatif téléphonique international du Cameroun. Son dessinateur, Félix Fonkoua, déclare 

« Cette mascotte a été un travail d’équipe. Elle est née de l’envie des jeunes à vouloir démontrer qu’ils sont capables de donner leur max pour l’honneur du Cameroun. Après le train raté de la mascotte du CHAN, il fallait absolument se rattraper »

Mola a des ressemblances avec Tara, la mascotte du Championnat d’Afrique des nations (CHAN 2020). Il est différent par le manque de cape et la présence d'une étoile jaune à la crinière.